# Podtabor (gmina Ilirska Bistrica)
Podtabor – wieś w Słowenii, w gminie Ilirska Bistrica. W 2018 roku liczyła 33 mieszkańców.